# Kim Sung-kyu
Kim Sung-kyu (en hangul, 김성규; RR, Kim Seonggyu), es un actor surcoreano.

## Biografía
Estudió en la Universidad de Daejin (대진대학교).
El 16 de marzo de 2022, su agencia anunció que el 15 de marzo había dado positivo para COVID-19 después de recibir su prueba PCR, por lo que había detenido todas las actividades programadas y se encuentra en autoaislamiento mientras recibe tratamiento de acuerdo con las pautas impuestas por las autoridades de control de enfermedades.

## Carrera
Es miembro de la agencia "Saram Entertainment" (사람엔터테인먼트).
El 25 de enero del 2019 se unió al elenco principal de la primera temporada de la serie Kingdom donde da vida a Yeong-Shin, un misterioso, enigmático y hábil cazador que lucha contra una plaga que parece devolver a los muertos a la vida y que se une al grupo de Lee Chang (Ju Ji-hoon), hasta ahora.
Ese mismo año se convirtió en el embajador para el Festival Internacional de Cine de Acción y Artes Marciales de Chungbuk ("Chungbuk International Martial Arts and Action Film Festival").
El 15 de mayo del mismo año se unió al elenco principal de la película The Gangster, The Cop, The Devil (también conocida como "Story of Villains") donde interpretó al peligroso Kang Kyung-ho, un asesino en serie.
El 23 de marzo del 2020 se unió al elenco principal de la serie A Piece of Your Mind, donde dio vida a Kang In-wook, un aclamado pianista dentro de los círculos musicales por su arte y habilidad y el esposo de Kim Ji-soo (Park Ju-hyun), hasta el final de la serie el 28 de abril del mismo año.
El 18 de marzo de 2022 se unirá al elenco principal de la serie The King of Pigs, donde interpreta al detective Jung Jong-suk, un hombre quien rastrea el misterioso mensaje enviado por su amigo hace 20 años, hecho que le hace recordar la violencia escolar que experimentó años atrás. La serie está basada en la película animada que lleva el mismo nombre.

## Filmografía

### Series de televisión
| Año     | Título               | Personaje                   | Notas              | Ref.   |
| ------- | -------------------- | --------------------------- | ------------------ | ------ |
| 2019-20 | Kingdom              | Yeong-shin                  | 12 episodios       | [ 12 ] |
| 2020    | A Piece of Your Mind | Kang In-wook                | 12 episodios       | [ 13 ] |
| 2021    | One Ordinary Day     | Do Ji-tae                   |                    | [ 14 ] |
| 2022    | The King of Pigs     | Det. Jung Jong-suk          |                    | [ 15 ] |
| 2023    | Revenant             | Criminal de phishing de voz | Aparición especial | [ 16 ] |

### Películas
| Año  | Título                                | Personaje                | Notas                                                                                          | Ref.          |
| ---- | ------------------------------------- | ------------------------ | ---------------------------------------------------------------------------------------------- | ------------- |
| 2011 | Nineteen Ninety Nine                  | -                        | Cortometraje                                                                                   |               |
| 2012 | Beloved                               | -                        | Cortometraje                                                                                   |               |
| 2014 | The Con Artists                       | Detective del Equipo 2   | Junto a Kim Woo-bin, Lee Hyun-woo, Kim Yeong-cheol, Jo Yoon-hee y Lim Ju-hwan                  |               |
| 2016 | Tunnel                                | Miembro del Grupo Cívico | Junto a Ha Jung-woo, Bae Doo-na, Oh Dal-su, Nam Ji-hyun, Kim Hae-sook y Park Hyuk-kwon         |               |
| 2017 | The Outlaws                           | Yang-tae                 | Junto a Ma Dong seok, Yoon Kye-sang, Jo Jae-yoon, Choi Gwi-hwa y Jung In-gi                    | [ 17 ]        |
| 2018 | The Accidental Detective 2: In Action | Lee Dae-hyun             | Junto a Kwon Sang-woo, Sung Dong-il, Lee Kwang-soo, Seo Young-hee, Lee Il-hwa y Choi Deok-moon |               |
| 2019 | The Gangster, The Cop, The Devil      | Kang Kyung-ho (K)        | Junto a Ma Dong seok, Kim Mu-yeol, Choi Min-chul, Yoo Jae-myung y Heo Dong-won                 |               |
| 2022 | Hansan: Rising Dragon                 | Junsa                    | Junto a Park Hae-il, Byun Yo-han, Ok Taec-yeon, Gong Myung, Ahn Sung-ki y Jo Jae-yoon          |               |
| 2023 | Noryang: Sea of Death                 | Junsa                    | Junto a Kim Yoon-seok, Baek Yoon-sik, Jung Jae-young y Heo Joon-ho                             | [ 18 ] [ 19 ] |

### Teatro
| Año     | Título          | Personaje    | Notas                                            |
| ------- | --------------- | ------------ | ------------------------------------------------ |
| 2011    | 12 Men          | Jurado No. 8 |                                                  |
| 2013    | Ctrl A(28)      | A            | (también conocida como "Control A 28 Years Old") |
| 2015-16 | Ancient Futures | Segundo Hijo | (también conocida como "Old Future")             |
| 2016    | Planarian       | Hombre       |                                                  |

### Revistas / sesiones fotográficas
| Año  | Título          | Notas  |
| ---- | --------------- | ------ |
| 2019 | Grazia Magazine | [ 21 ] |

## Premios y nominaciones
| Año  | Premios                  | Categoría                     | Trabajo                          | Resultado | Ref.   |
| ---- | ------------------------ | ----------------------------- | -------------------------------- | --------- | ------ |
| 2018 | 2nd The Seoul Awards     | Mejor actor revelación (cine) | The Outlaws                      | Nominado  | [ 22 ] |
| 2018 | 54th Baesang Arts Awards | Mejor actor revelación (cine) | The Outlaws                      | Nominado  |        |
| 2021 | MBC Drama Awards         | Mejor actor revelación        | The Gangster, The Cop, The Devil | Ganador   | [ 23 ] |